# Atlantischer Dreieckshandel

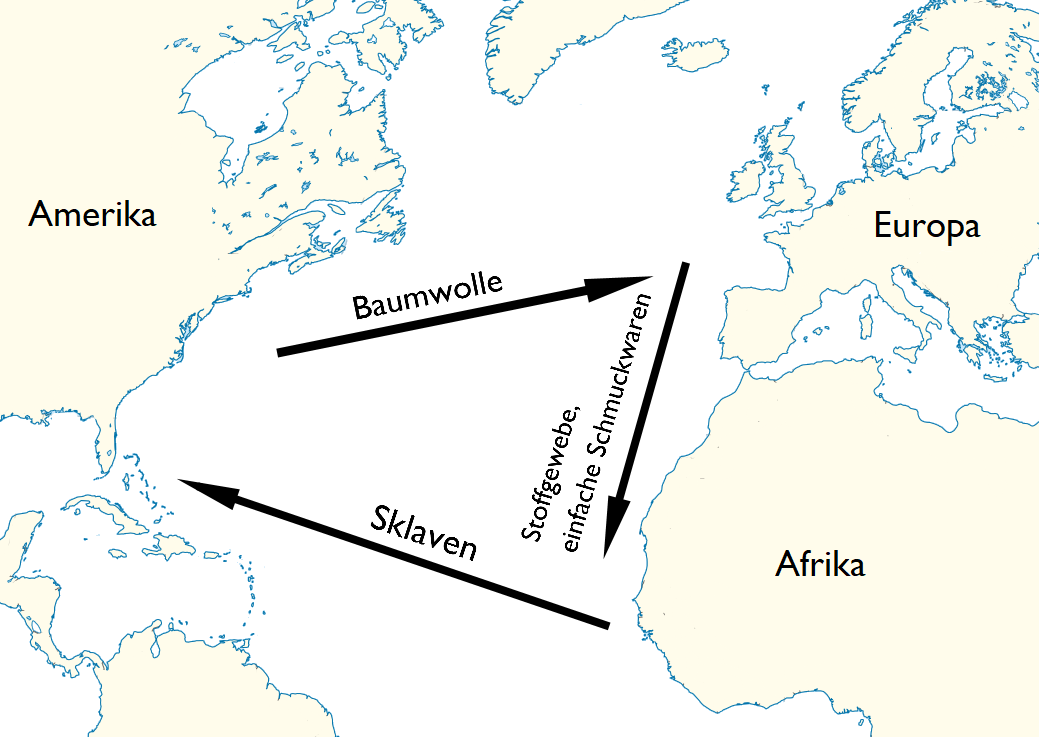
Dreieckshandel: Schematische Darstellung, Beispiel 1 (Afrika, Amerika, Europa)

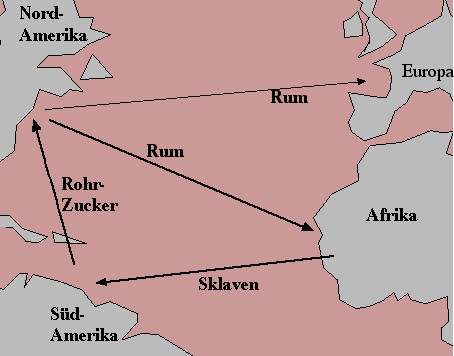
Dreieckshandel: Schematische Darstellung, Beispiel 2 (Afrika, Südamerika, Nordamerika, Afrika)

Der Begriff atlantischer Dreieckshandel bezeichnet ein Modell für den über den Atlantischen Ozean betriebenen Warenhandel zwischen Europa, Afrika und Amerika in der Frühen Neuzeit, der zugleich eine Spezialform des atlantischen Sklavenhandels gewesen sein soll. Auch wenn das Modell auf einzelnen Schiffen beruht, die zwischen allen drei Kontinenten verkehrten, beschreibt es lediglich den Warenaustausch, denn die meisten Schiffe verkehrten nur zwischen zwei Kontinenten. Heute ist es umstritten, ihm wird eine zu starke Vereinfachung der tatsächlichen Abläufe vorgeworfen.

## Entstehung des Modells
Die älteste belegte Verwendung der Idee des Dreieckshandels wird beim New Yorker Bibliothekar der New-York Historical Society George Henry Moore in seinem 1866 veröffentlichten Buch Notes of the History of Slavery in Massachusetts gesehen. Die Idee wurde von George C. Mason in seinem Artikel The African Slave Trade in Colonial Times von 1872 weiterentwickelt, wobei seine wichtigste Quelle ein gutes Dutzend Briefe von Captain David Lindsay ab 1753 war, worin er die Reisen auf seinen Schiffen Sanderson und Sierra Leone beschrieb, mit denen er mehrfach eine Dreiecksroute von Newport (Rhode Island) nach Afrika und die Karibik fuhr. Dieser Einzelfall wurde in den folgenden Jahren von anderen Autoren aufgegriffen. Popularisiert wurde die Idee 1900, als der Journalist John R. Spears sein Buch The American Slave Trade veröffentlichte, in dem er auch Lindsays Briefe als Quelle verwendete. Heutige Historiker werfen diesen Autoren einen nachlässigen Umgang mit historischen Quellen und voreilige Schlüsse aus Berichten über Einzelfälle vor.

## Modell des Dreieckshandels
Idealtypisch geht das Modell von drei Stationen des Handels aus, die eine geschlossene Kette bildeten:
- aus Europa kamen Fertigwaren wie Feuerwaffen, Stahl- und Bronzebarren, grobes Tuch, Glasperlen, und Manufakturwaren;
- diese Güter wurden in Afrika gegen Sklaven eingetauscht (vor allem an der westafrikanischen Küste zwischen dem heutigen Liberia und Kamerun bis weiter nach Angola[3], wo lokale Händler Sklavenmärkte abhielten)
- die Sklaven wurden in Südamerika (vor allem Brasilien[3]), der Karibik und Nordamerika insbesondere an Plantagenbesitzer verkauft, die mit diesen billigen Arbeitskräften profitabel wirtschaften konnten. Vom Erlös wurden Plantagenprodukte und andere landwirtschaftliche Erzeugnisse erworben, in Südamerika und der Karibik eher Zuckerprodukte (grober Rohrzucker, Rum und Melasse), später auch Kaffee, in Nordamerika zunächst vor allem Tabak, dann auch Baumwolle, Indigo und Reis. Diese wurden nach Europa transportiert und dort mit Gewinn verkauft. Neben Plantagenprodukten spielten auch Gold und Silber eine Rolle.

Eine Besonderheit bildeten die als Schiffsballast aus Europa mitgeführten Pflastersteine, vorwiegend aus Granit. Sie wurden in Europa überwiegend von Sträflingen aus Lesesteinen auf fünf Seiten zugeschlagen und in Südamerika und in der Karibik an die Plantagenbesitzer verkauft. Damit wurden Wege und Stadtstraßen befestigt. Ein gutes Beispiel hierfür ist das Altstadt-Pflaster von Trinidad auf Kuba. Das nun fehlende Gewicht der Ballaststeine wurden durch Fässer mit Rum, Melasse und Zucker ersetzt.
Nach der einfachsten Version des Modells fuhren Segelschiffe aus einem Heimathafen in Europa im Oktober los und erreichten nach einigen Wochen Westafrika. Von dort brachen sie etwa Anfang Dezember nach Amerika auf. Ab April segelten die Schiffe in ihre Heimathäfen zurück und kamen dort im europäischen Frühsommer an. Dieses einfache Modell wurde später korrigiert (s. Abschnitt Kritik).
In zeitlicher Anpassung an die sich jahreszeitlich verlagernden Passatzonen wurden bei einem Dreieckshandel die Trade Winds, die Meeresströmungen und die sich ebenfalls verlagernde Westwindzone genutzt.
Fahrten im Dreieckshandel konnten (je nach Gebieten) insgesamt bis zu über 500 Tage dauern. Ein Beispiel für die unterschiedliche Reisedauer der Sklavenschiffe sind die Fahrten der Leusden, einem Schiff der Niederländischen Westindien-Kompanie.

## Geschichte
Das System des Dreieckshandels entstand nach diesem Modell mit der Entdeckung Amerikas 1492. Seit 1501 sind erste Sklaventransporte nach Amerika und Rohstofftransporte nach Europa dokumentiert. 1517 legalisierte Kaiser Karl V. den Sklavenhandel in die spanischen Kolonien. Ab 1619 wurde Nordamerika in das System eingebunden, in diesem Jahr verkauften niederländische Händler in der ersten britischen Kolonie Jamestown die ersten Sklaven, was zur Sicherung der 1611 begonnenen Tabakexporte nach Großbritannien beitrug.
Diesem Modell zufolge habe der Dreieckshandel im 17. Jahrhundert an Bedeutung zugenommen, erreichte seinen Höhepunkt im 18. Jahrhundert und nahm im Zuge der Industrialisierung ab, als nach und nach der Sklavenhandel und die Sklavenhaltung verboten wurden. Der Dreieckshandel sei in dieser Phase allmählich durch andere Muster des transatlantischen Handels ersetzt worden.

## Akteure
Am Handel waren fast alle europäischen Küstenländer beteiligt, portugiesische, französische, niederländische und englische Handelskompanien, vor allem aber die englische Royal African Company, die den verschiedenen Kolonien Sklaven verkaufte. Die Ende des 17. Jahrhunderts aktive deutsche Brandenburgisch-Afrikanische Compagnie war zu 0,15 bis 0,2 Prozent am rund vierhundertjährigen Dreieckshandel mit Sklaven beteiligt.
Ab Mitte des 17. Jahrhunderts beteiligte sich auch Dänemark am transatlantischen Dreieckshandel. Zunächst war der Handel durch Privilegien nur Kopenhagener Kaufleuten vorbehalten. 1671 fand die erste dänische Niederlassung in der Karibik auf der Insel St. Thomas statt. 1726 und 1733 folgten St. John und St. Croix. Ab 1755 wurde der dänische König Landherr über die Kolonien, wodurch der Handel an Fahrt aufnahm, anderen Städten auch den Handel mit Dänisch-Westindien erlaubte und die „florissante Zeit“ Dänemarks begann, welche bis zum Ende des amerikanischen Unabhängigkeitskrieges 1783 dauerte. Diese liegt in der Neutralität Dänemarks in den kriegerischen Handlungen der Zeit begründet. Ab 1803 war der Sklavenhandel allen Dänen verboten. Im Zuge der Auseinandersetzungen zwischen England und Frankreich endete die starke Phase der transatlantischen Handelsbeziehungen Dänemarks.
Auf afrikanischer Seite waren die Gebiete der heutigen Staaten Senegal, Nigeria, Ghana, Benin, Kongo und Angola in das System eingebunden. Hauptbeteiligte waren afrikanische Stämme bzw. Staaten wie das Königreich Aschanti (Ghana) oder das Königreich Dahomey (Benin), die auf Kriegszügen von ihren Nachbarn Sklaven erbeuteten. Diese wurden an die Küste gebracht und dort von einheimischen Zwischenhändlern an die Europäer verkauft. Der Handel fand teils in befestigten Vorposten der Europäer statt wie dem französischen Gorée (Senegal) oder dem preußischen Groß-Friedrichsburg (Ghana). Afrikanische Königreiche mit Zugang zu diesem Handelssystem profitierten davon ökonomisch und durch die europäischen Feuerwaffen auch militärisch.
Die Zahl der aus Afrika entführten Menschen wird auf ca. 9 Millionen geschätzt. Am Höhepunkt des Systems im 18. Jahrhundert sollen jährlich rund 55.000 Sklaven nach Amerika verschifft worden sein. Aufgrund der brutalen Bedingungen auf den Sklavenschiffen war die Sterblichkeit sehr hoch, weshalb nur Schätzungen vorliegen. In allen Zielgebieten wehrten sich die Sklaven, immer wieder entkamen manche den Plantagen und gründeten im Hinterland versteckte Dörfer. Häufig vermischten sie sich mit den dortigen Indigenen zu Maroons und leisteten teils militärischen Widerstand, der in einigen entlegenen und schwer zugänglichen Gebieten wie z. B. dem Hinterland Dominicas über Jahrhunderte möglich war.

## Kritik
Begriff und Modell des Dreieckshandels werden heute als unangemessen und nicht neutral kritisiert. In der Wissenschaft werden vor allem drei Aspekte kritisiert:
Zum einen wird die strenge Vorstellung einer Dreiecksroute korrigiert. Die Vorstellung, dass einzelne europäische Schiffe das gesamte Dreieck abgefahren wären, wird u. a. mit dem Hinweis auf die unterschiedliche Bauweise von spezialisierten Sklavenschiffen und normalen Handelsschiffen als sehr unwahrscheinlich eingeschätzt. Die meisten Sklavenschiffe waren für den Massentransport von Kolonialwaren gar nicht ausgelegt. Sie fuhren mit wenig Ladung oder nur mit Ballast zurück nach Europa. Wenn es also einen Dreieckshandel gab, so war der Schenkel zwischen der Karibik und Europa nur schwach ausgeprägt.
Auch die Quellen zu den Schifffahrtsrouten zeigen, dass nur ein geringer Teil der europäischen Afrikafahrten im Rahmen des Dreieckshandels ablief. So gab der amerikanische Archivar Clifford K. Shipton 1963 an, er habe in den Akten kein einziges Schiff finden können, das die Dreiecksroute gefahren wäre. Ein größerer Teil des Handels lief in direkten Handelsbeziehungen zwischen jeweils zwei der gedachten Ecken:
- direkter Handel Europa – Karibik: Zwischen 1671 und 1807 segelten 95 Prozent der etwas über 3.000 Schiffe, die von Dänemark, Norwegen und Schleswig-Holstein in Richtung Westindien ausliefen, auf direktem Wege in die Karibik und zurück. Von den insgesamt nur 229 bis zum Jahr 1754 unternommenen Fahrten waren noch 87 auf der Dreiecksroute verlaufen.[12]
- direkter Handel Europa – Afrika: Europäische Schiffe hätten zum Beispiel Sklaven an der Sklavenküste gekauft, um sie an der Goldküste an afrikanische Machthaber zu verkaufen und beladen mit Gold nach Europa zurückzukehren.
- direkter Handel Amerika – Afrika: Weil der Sklavenhandel sehr einträglich war, pendelten Segelschiffe, die nur zum Transport von Sklaven gebaut worden waren, auf direktem Kurs zwischen Afrika und Südamerika. Zwischen Brasilien und Afrika etwa pendelten Schiffe und transportierten Waren in die eine und versklavte Menschen in die andere Richtung. Portugiesische oder andere europäische Häfen steuerten sie nicht an. Michael Zeuske nennt die These, es habe einen Dreieckshandel gegeben, deshalb einen „nicht ausrottbaren Diskurs“.[13]

Zum zweiten klammere die Bezeichnung den Sklavenhandel innerhalb Afrikas aus und verschleiere den Vorgang der Versklavung selbst, der ebenfalls von Afrikanern vorgenommen wurde. Afrikaner erschienen in der klassischen Erzählung vom Dreieckshandel nur als passive Opfer, nicht aber auch als Täter. Dabei sei davon auszugehen, dass afrikanische Akteure über erhebliche Handlungsmacht verfügten, die es ihnen ermöglichte, bis ins letzte Drittel des 19. Jahrhunderts ihre Souveränität beizubehalten und Afrika von direkter Besetzung durch die Europäer weitgehend freizuhalten.
Drittens klammert nach dem Historiker Matthias Middell die Vorstellung eines Dreieckshandels „die eigentliche Antriebskraft des Vorgangs“ aus: die ostasiatische Nachfrage nach dem Silber aus den Bergwerken Südamerikas.
Die Journalistin Nadja Ofuatey-Alazard kritisiert, dieser Begriff reihe versklavte Menschen in eine Verwertungskette mit Waren ein und mache sie sprachlich zu Dingen (Kommodifizierung). Auch verschleiere dieser Begriff die Ausmaße der Versklavung und deren rassistische Grundlage. Der amerikanische Historiker Gilman M. Ostrander nennt den Dreieckshandel einen Mythos, der erfunden worden sei, um die Heuchelei der puritanischen Siedler Neuenglands zu entlarven, die fromm für ihr Seelenheil beteten, während sie gleichzeitig mit den Seelen und Körpern anderer Menschen Handel trieben. Der Erziehungswissenschaftler Roland Bernhard und die Historikerin Jutta Wimmler schlagen vor, „auf den Terminus Dreieckshandel konsequent zu verzichten“.